# Одомашнивание лошади

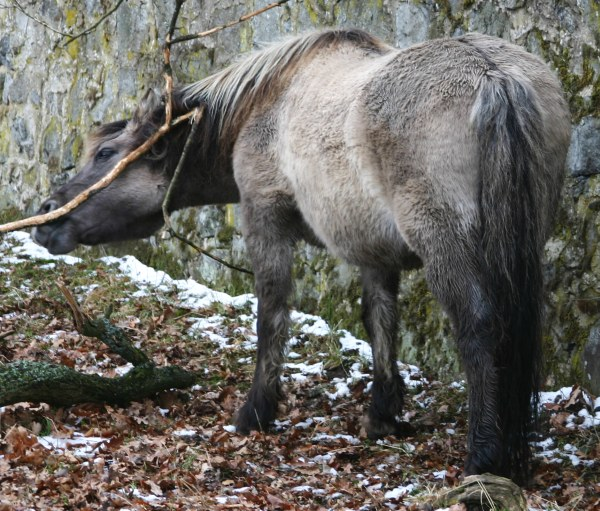
Тарпан, предок домашней лошади (фотография современной лошади, по фенотипу близкой к вымершему тарпану, 2004 г., Сабабург, Германия)

Одомашнивание лошади — процесс приручения дикой лошади, начало её использования в хозяйственных, военных и продовольственных целях в качестве домашней лошади.
Наиболее ранние из несомненных свидетельств одомашнивания лошади относятся к ботайской культуре (территория современного Казахстана). В эпоху палеолита лошадь нередко изображали на стенах пещер, но это была дикая лошадь, объект охоты. Наиболее ранние изображения лошадей, впряжённых в колесницы, сохранились на стенах ближневосточных гробниц XX века до н. э.

## Датировка одомашнивания
Датировка одомашнивания зависит, в частности, от того, что понимать под одомашниванием. Часть зоологов считает, что признаком одомашнивания следует считать управление человека размножением и выведение пород, фенотипически отличающихся от диких. Изменения фенотипа могут быть отмечены при археологических раскопках, но такие доказательства дают только верхнюю границу для датировки, то есть время, когда одомашнивание уже давно произошло. Другие исследователи придают этому термину более широкий смысл и учитывают изменения зубов и скелета в результате работы на человека, а также появление изображений лошади на артефактах, на оружии, в искусстве и предметах культа. Наконец, имеются доказательства того, что лошадей вначале разводили на мясо и только потом начали использовать в качестве тягловой силы.
Согласно оценкам, сделанным по следам удил на зубах ископаемых лошадей и изменениям в культуре людей, которые их разводили, лошадь была одомашнена к началу IV тысячелетия до н. э., а домашние породы лошадей появились во второй половине III тысячелетия до н. э. (в селениях культуры колоколовидных кубков на территории Венгрии). В период от второй половины IV и до конца III тысячелетия до н. э. домашняя лошадь стала частью культуры многих народов Евразии и использовалась как в военных целях, так и в сельском хозяйстве, для чего было изобретено ярмо.
Приручение лошади долгое время было принято считать конкурентным преимуществом степных индоевропейских народов, позволившим им заселить огромные пространства от современных Китая и Индии до берегов Атлантики; основные аргументы в пользу этого лингвистические. В доисторическом селении Дериевка (современная Украина) находки, указывающие на использование лошадей в хозяйстве, были датированы 4000—3500 гг. до н. э.; при радиоуглеродном анализе материалов из Дериевки было установлено, что в слои существовавшего там неолитического поселения 4-го тыс. до н. э. попали остатки лошади более поздней эпохи (ок. 700—200 гг. до н. э.). По другим сведениям, на сегодняшний день самой древней культурой, приручившей лошадь, может считаться ботайская культура, существовавшая между 3700 и 3000 гг. до н. э. на севере современного Казахстана. Как регион одомашнивания лошади может рассматриваться западная часть евразийских степей в целом (территория от современной Украины до запада современного Казахстана).

## Предки домашней лошади
Судя по доисторическим наскальным рисункам из пещеры Ласко, внешне предок лошади напоминал лошадь Пржевальского и был такой же рыжей масти, с большой головой, толстой шеей, жёсткой стоячей гривой и короткими ногами. Ископаемые остатки вымерших лошадей свидетельствуют о наличии четырёх подвидов этого животного в период одомашнивания. В каменном веке люди охотились на лошадей ради их мяса, и многие подвиды лошади ледникового периода были полностью истреблены или вымерли из-за климатических изменений. В Америке, например, лошадь к концу ледникового периода исчезла полностью. Современные мустанги являются потомками домашних лошадей, которых привезли в Новый Свет колонисты из Европы в XVI веке. 
По данным генетиков, домашняя лошадь (Equus caballus) происходит от диких лошадей Старого Света. Генотип лошади Пржевальского состоит из 66 хромосом, а домашней лошади — из 64 хромосом, их митохондриальные ДНК также сильно различаются. Это означает, что предок домашней лошади, которым считают тарпана, отличался от лошади Пржевальского и в природе к XX веку полностью вымер.
По современным исследованиям на 2018 год выяснилось, что лошадь Пржевальского не является предком домашних лошадей. Это — одичавшая в древности уже прирученная лошадь. При исследовании были проанализированы ископаемые остатки 20 ископаемых лошадей из ботайской культуры, найденные в местонахождении Красный Яр (Казахстан). Так же исследовали ещё 22 образца древних лошадей — три образца из Якутии и Таймыра, семь лошадей Пржевальского, 7 геномов бронзового века (4100 — 3000 лет назад), 18 геномов железного века (2800—2200 лет назад) и 7 геномов лошадей Римской империи (между 2000—100 лет назад) и 22 современные лошади (18 пород).
При анализе результатов выяснилось:
1. Геномы одомашненных лошадей образуют два независимых кластера. Первый — это лошади Ботай и Борли (более поздняя группа ботайских лошадей). Второй кластер — лошади, одомашенные в более поздний период и уже напрямую связанные с современными лошадьми. Лошади Пржевальского генетически близки к энеолитическим лошадям ботайской культуры (Ботай и особенно Борли).
2. В построенном филогенетическом древе стало очевидно что одомашенные лошади начиная с бронзового века и до современных пород — не потомки лошадей ботайской культуры и Борли.

Общий вывод — в истории человечества известны два независимых периода приручения и планомерного одомашнивания лошадей. Это ботайская культура, одомашнившая в медном веке ботайских лошадей, которые по каким-то причинам вымерли и от них, в плане генетики, сохранились одичавшие лошади Пржевальского. Второй период одомашнивания лошадей произошёл в бронзовом веке, приток генетического материала от ботайских лошадей почти не фиксируется. Генетики и историки сделали выводы, что ботайские лошади использовались в ботайской культуре только как хозяйственные (на молоко, мясо, кожу), но не применялись для военных действий и походов, кроме перемещений грузов в санях и т. п.. За последние 4000 лет нет ни одной лошади которая была бы прямым потомком ботайской лошади. Это говорит о втором диком предке современных домашних лошадей — при этом место одомашнивания пока определить не удалось, в силу неполноты ископаемого материала.
Предположительные районы доместикации лошадей, которые стали предками современных лошадей — степи между Чёрным и Каспийским морями, Анатолия, особенно Восточная Анатолия, Иберия, Западный Иран, Левант или современная территория Венгрии. Данные генетики говорят о том, что уже между 3 — 2 тысячами лет до нашей эры, домашние лошади распространились по европейским степям. Некоторые исследователи связывают такой резкий скачок в миграции лошадей с миграцией ямной культуры.
Из выживших типов лошади, кроме тарпана, выделяют следующие.
- «Лесная лошадь» (Equus ferus silvaticus), называемая также североевропейской, крупная, ширококостная и медлительная.
- «Тяжеловоз», маленькая, коренастая, с длинной гривой, адаптированная к холодному и сырому климату, напоминающая шотландских пони.
- «Восточный» тип (Equus agilis), высокое, стройное, изящное животное, привычное к сухому и жаркому климату, считается предком арабских скакунов и ахалтекинцев.

Из всех подвидов дикой лошади до исторических времён дожили только тарпан (Equus ferus ferus), вымерший в конце XIX века, и лошадь Пржевальского (Equus ferus przewalski), популяцию которой поддерживают искусственно. Возможно, они остались в дикой природе благодаря плохой способности к приручению, в то время как остальные подвиды оказались под контролем человека.

## Археологические находки

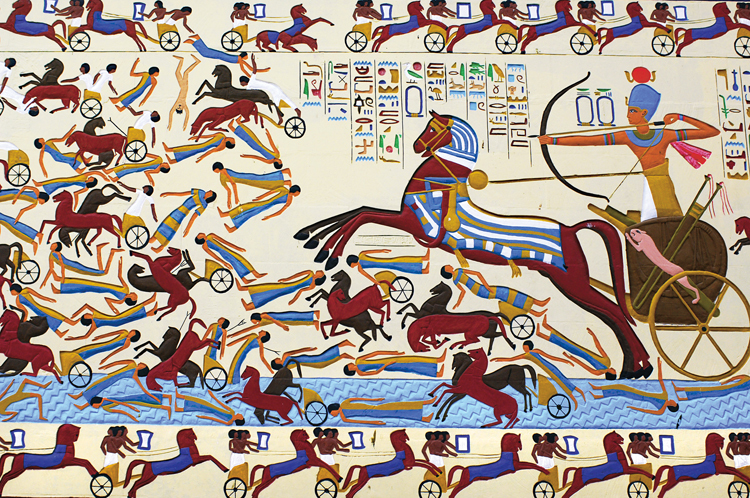
Гиксосы, египетская фреска, ок. 1600 г. до н. э.

Археологические доказательства появления домашней лошади у тех или иных древних культур разделяются на три основных вида: 1) характерные изменения зубов и скелета животных, 2) изменение их географической локализации, в частности, появление этих животных на территориях, где диких лошадей не было, 3) наличие артефактов, изображений или изменений культуры, связанных с разведением лошадей. К характерным изменениям культуры, в частности, относятся захоронения людей вместе с лошадьми, сбруей, появление колесниц, изображение всадников, лошадей на сельскохозяйственной работе и т. д. Египтяне Древнего царства, к примеру, не знали лошади; слово для обозначения животного было заимствовано у азиатских народов позднее.

### Южное Предуралье
На стоянках прибельской культуры Муллино II и Давлеканово II, которые датируются по C-14 рубежом 7—6 тысячелетий до н. э., найдены останки лошадей молодого возраста (до 5 лет). Кости их часто разрубались вдоль для обработки и изготовления орудий. Найдены костяные кинжалы из костей лошадей с прорезями для вставки в них кремнёвых лезвий. На основании этих находок Г. Н. Матюшин высказал догадку о том, что одомашнивание лошади произошло в эпоху неолита на территории Южного Предуралья. Последующие исследования не подтвердили этого предположения — обнаруженные костные останки принадлежали лишь диким видам лошади.
На стоянках Давлеканово II, Мурат, Карабалыкты VII, Суртанды VI, Суртанды VII, кости лошади найдены в значительном количестве. На некоторых памятниках Южного Урала больше половины всех костей — кости лошади. На отдельных памятниках их число составляет приблизительно 80—90 % всех костей.
А. Г. Петренко исследовала 28 памятников последующей эпохи бронзы Поволжья и Южного Урала; ею было определено 208 лошадей, и все — крупные, «среднеазиатские». Эти крупные лошади попали и на Ближний Восток.

### Доказательства выведения новых пород
В Эламе найден рисунок, сделанный примерно 40—50 веков назад, с породами лошадей, которые выводятся и сейчас. На рисунке было изображено, как смешиваются признаки лошади на протяжении 5 поколений.
Изменения скелета, свидетельствующие о выведении новых домашних пород лошадей, зафиксированы при раскопках поселений культуры колоколовидных кубков в Венгрии, датируемых 2500 г. до н. э., а также в Испании и Восточной Европе. Здесь было обнаружено большее разнообразие пород лошадей, чем в дикой природе, а также уменьшение средних размеров животных, по-видимому, из-за плохого питания в неволе. Более древние свидетельства такого рода, датируемые 3500 г. до н. э., найдены в Казахстане.

### Ботайская культура
Ботайская культура, существовавшая между 3700 и 3000 гг. до н. э. в Северном Казахстане, происходит от суртандинской культуры Южного Зауралья.
Доказательства использования лошадиной сбруи носителями ботайской культуры являются самыми древними, так как ранее опубликованные аналогичные данные из украинского селения Дериевка были впоследствии опровергнуты (при радиоуглеродном анализе материалов из Дериевки оказалось, что в слои существовавшего там неолитического поселения 4000 г. до н. э. попали остатки лошади из поздней эпохи (ок. 700—200 гг. до н. э.). Носители ботайской культуры освоили езду верхом с целью охоты на диких лошадей. В ботайских поселениях, состоявших из 50—150 землянок, найдены сотни тысяч костей животных, из которых от 65 до 99 % составляют кости лошадей. Носители ранней культуры охотников и собирателей, которая была в этом регионе замещена ботайской культурой, охотились не столь эффективно, и в их селениях, существовавших на той же территории тысячи лет, найдено не более 200 костей диких животных.
Хотя признаков выведения новых пород в ареале ботайской культуры не обнаружено, по меньшей мере в одном из их поселений для лошадей был устроен загон, в котором остался толстый слой навоза. В керамических сосудах ботайцев обнаружены остатки кобыльего молока. Важным доказательством одомашнивания лошади являются характерные следы удил на коренных зубах, датируемые 3500 г. до н. э. Такие следы оставляют не только металлические удила, но и удила из органического материала.
Предполагается, что навыки разведения домашних лошадей носителями ботайской культуры были усвоены от соседней хвалынской культуры степей западного Урала, где разводили как лошадей, так и овец и, возможно, одомашнили лошадь ещё в 4800 г. до н. э.

### Майкопская культура
Первым случаем наличия материальных доказательств использования лошади для верховой езды в восточной части Европе может служить майкопская культура, датируемая концом IV тысячелетия до н. э. Майкопцы разводили значительно меньше лошадей, чем крупного рогатого скота, лошади использовались для верховой езды аристократической верхушкой.

### Географическая экспансия
На Ближний и Средний Восток лошадь попала не только одомашненной, но и уже со знанием её повадок и даже правил выведения новых пород.
В период от 3500 до 3000 гг. до н. э. остатки лошадей стали чаще оказываться вдали от центра одомашнивания в западной части степного пояса Евразии. Они обнаруживаются в древних поселениях Северного Кавказа, Закавказья, Центральной Европы, Подунавья. Многие авторы усматривают в этом признаки распространения домашних лошадей. В Испании и Франции около 10 % костных остатков животных в неолитических селениях и ранее составляли кости лошадей, которые, очевидно, являлись объектом охоты. Но на Балканском полуострове, Британских островах, на большей части территории Центральной Европы, Анатолии, Месопотамии, Ирана и Средней Азии до халколита они практически не встречаются, в то время как в степях Восточной Европы они уже в мезолите составляли не менее 40 % костей животных. На Востоке в эту эпоху был одомашнен осёл, но дикая лошадь, по-видимому, отсутствовала.
В Месопотамии изображения лошадей появились уже в историческую эпоху, в 2300—2100 гг. до н. э. В шумерском языке слово лошадь буквально означает «горный осёл» и появляется в документах третьей династии Ура около 2100—2000 г. до н. э. Широкомасштабный импорт лошадей в Месопотамию начался уже после 2000 г. до н. э. в связи с введением колесниц в армию.
В это же время лошади появляются в поселениях китайской культуры Цицзя на территории провинции Ганьсу и прилегающих к ней провинций северо-запада Китая. Судя по сходству металлургии этой культуры и степных культур, между ними были контакты, и лошади появились в Китае в результате заимствования из степи.

### Изображения коня как символы власти
В 4200 — 4000 гг. до н. э., ещё до того, как произошло широкомасштабное распространение лошадей в Старом Свете, в причерноморских степях появился новый тип могил. В них найдены скипетры с каменным набалдашником в форме лошадиной головы и бусины из лошадиных зубов. Такие скипетры с изображением животных изготовляли и ранее, а в селениях 4200 — 4000 гг. до н. э. (Суворовская, Средний Стог II, Дериевка) среди костей прочих животных найдено сравнительно высокое количество остатков лошадей — 12 — 52 %.
Со временем из северного Причерноморья скипетры с изображением коня распространились в ареал культур Триполья и Гумельницы, где ни лошадей, ни их изображений до этого практически не было. В свою очередь, причерноморские культуры позаимствовали с Балкан изделия из меди, что указывает на взаимопроникновение указанных культур раннего медного века. Но эти контакты вряд ли были мирными, так как сотни поселений, существовавших на берегах Дуная около 2000 лет, после этого опустели и даже медные рудники были заброшены,, а культурная традиция нижнего Подунавья прервалась. Многие исследователи связывают конец культур Старой Европы с нашествием всадников с востока — индоевропейцев. Другие авторы усматривают среди причин смены культур истощение почв в результате длительного использования под посевы и истощение медной руды в шахтах.

### Лошади в погребениях
Одни из древнейших археологических свидетельств изменения отношений между человеком и лошадью относятся к 4800—4400 гг. до н. э. Это остатки лошадей и их изображений в погребениях самарской и хвалынской культур Поволжья. Из 158 доисторических могил, найденных близ города Хвалынск, 26 содержали остатки жертвенных животных, и кроме того найдены свидетельства жертвоприношений над погребениями. В десяти могилах обнаружены остатки конских конечностей, из них в две также положили остатки домашних овец и крупного рогатого скота. Всего было принесено в жертву не менее 52 овец или коз, 23 телёнка и 11 лошадей. Наличие среди жертв исключительно домашнего скота и отсутствие диких животных расценивается как указание на то, что носители культуры считали лошадь домашним животным.
В относящемся к той же эпохе поселении Съезжее самарской культуры расчленённые части двух лошадей были положены поверх нескольких доисторических погребений. Способ расчленения туши указывает на сходство ритуалов самарской и хвалынской культур. Кроме того здесь и в некоторых других доисторических поселениях Поволжья были найдены вырезанные из кости изображения лошадей, помещённые в слой охры поверх могил.

### Колесницы
Самые древние колесницы были обнаружены в 16 могилах древнего поселения Синташта, расположенного в степях южного Урала, в регионе между реками Тобол и Урал. Там были найдены остатки лошадей вместе с фрагментами колесниц, датируемые 2100—1700 гг. до н. э. В этот же период колесницы появились в Греции, Египте и Месопотамии, а в следующие 500 лет — в Китае.

## Генетические исследования
Результаты сравнительного исследования митохондриальной ДНК ныне живущих и ископаемых лошадей были опубликованы в 2001 году группой биологов из Уппсальского университета. Для анализа были взяты ДНК лошадей из Швеции, Англии и Исландии, а также лошади Пржевальского, ДНК из остатков лошадей, найденных во льду Аляски, возраст которых — около 12 тыс. лет, и аналогичные образцы из материалов раскопок в Швеции и Эстонии возрастом около 2 тыс. лет. Было выделено 17 линий животных, происходящих от 77 кобыл. Генетическое разнообразие домашних лошадей не только существенно больше, чем у диких, но и больше, чем у других видов домашних животных. Авторы предполагают, что либо одомашнивание происходило независимо в разных местах, либо к генотипу домашней лошади многократно добавлялся генотип кобыл, вновь отловленных из дикой природы. Последняя версия подтверждается существенно меньшим генетическим разнообразием у жеребцов, определенным по последовательности Y-хромосомы.
Исследование, опубликованное в 2012 году группой учёных из Кембриджского университета на материале, взятом у 300 лошадей, подтверждает, что одомашнивание лошадей происходило в западной части евразийских степей (территория от современной Украины до запада современного Казахстана). Исследователи отмечают большое генетическое разнообразие у кобыл, и объясняют его скрещиванием уже одомашненных лошадей с дикими кобылами по мере распространения ареала одомашнивания.
В 2017 году специалисты, исследовавшие геном 16 лошадей, живших от 4,1 до 2,3 тысячи лет назад (Синташта (n=1), Аржан (n=2), Берель (n=13)), пришли к выводу, что первые одомашненные лошади произошли от большой группы жеребцов, так как исследованные образцы древних Y-хромосом демонстрировали высокое разнообразие. Исследование ДНК выявило большое разнообразие мастей у скифских лошадей из Береля и Аржана, включая гнедой, чёрный, каштановый, кремовый и множество вариантов пятнистого. Синташтинская кобыла оказалась гнедой. Некоторые скифские лошади, возможно, могли быстро скакать на короткие дистанции. Потеря Y-хромосомного разнообразия за последние 2,3 тыс. лет проявилась в накоплении значительного числа вредных мутаций в геноме лошади. В течение всего этого времени репродуктивное управление включало в себя все меньшее число жеребцов, до такой степени, что почти все современные домашние лошади несут одинаковый или очень похожий гаплотип Y-хромосомы HT-1.
В 2018 году генетики, секвенировавшие геномы 42 лошадей, живших от 5 до 1 тыс. л. н. в Евразии (в том числе 20 ботайских лошадей), построили филогенетическое древо, согласно которому, лошади, жившие на Евразии в последние 4 тыс. лет, включая и современные породы, происходят не от лошадей ботайской культуры, а от неизвестной популяции лошадей. Также выяснилось, что ботайские лошади оказались предками современных лошадей Пржевальского.
Анализ Y-хромосомы 96 жеребцов, обитавших на территории Евразии от 7 тыс. до 700 лет назад, показал, что ок. 4,2 тыс. лет назад появился гаплотип современных домашних лошадей Y-HT-1, который постепенно вытеснил все остальные гаплотипы. Вариабельность Y-хромосомы начала уменьшаться ок. 3,5 тыс. лет назад, когда кочевники бронзового века стали отбирать для размножения жеребцов с подходящими признаками. В Древнем Риме также проводили селекцию по отцовским линиям, в результате чего гаплотип Y-HT-1 практически полностью вытеснил остальные гаплотипы.
На основе изучения 273 геномов древних лошадей учёные пришли к выводу, что современные одомашненные породы не происходят от ботайской линии лошадей. Родиной современных домашних лошадей кластера DOM2 являются степи Западной Евразии, особенно регион низовий Волги и Дона, а не Анатолия. Генетическая преемственность с кластером DOM2 была отвергнута для всех лошадей, предшествующих примерно 2200 году до нашей эры, за исключением двух поздних образцов ямной культуры (с 2900 по 2600 год до н. э., Турганик (TURG), расположенных восточнее нижнего Поволжско-Донского региона. Таким образом, эти образцы могли быть прямыми предками лошадей DOM2. Лошади кластера DOM2 являются сестринской популяцией лошадям кластера C-PONT. В генетическом профиле лошадей культуры шнуровой керамики почти полностью отсутствовала родословная, максимизированная у лошадей кластера DOM2 и ямной культуры (TURG и Repin), и не было прямой связи с группой WE, включая как кластер C-PONT, так и кластер TURG. Современные домашние лошади кластера DOM2 в конечном итоге вытеснили почти все другие местные популяции, поскольку они быстро распространились по Евразии, синхронно с конной материальной культурой, включая синташтинские колесницы со спицами. Они рассеялись за пределами своего основного региона, сначала достигнув Анатолии, нижнего Дуная, Чехии и Центральной Азии примерно к 2200—2000 годам до н. э., а затем достигли Западной Европы и Монголии вскоре после этого.
В VII—IX веках в континентальной Европе стали распространяться потомки группы лошадей, произошедшей от персидской линии, ставшей предком большинства современных пород. Видимо, сасанидские лошади стали цениться после персидских войн и мусульманской экспансии. Породы, генетически близкие к животным, населявшим Европу в железном веке и галло-римские времена, теперь живут только на Британских островах и в Исландии. Многочисленные аллели, связанные со скоростью бега, в том числе MSTN («ген скорости»), PDK4 и ACN9, увеличились по частоте только в последние 600—1100 лет.
Изучение образцов древней ДНК из остатков 90 лошадей показало, что аллель гена DMRT3, который связан с иноходью, появился в средневековой Англии около 850 года, а затем распространился в континентальной Европе. В условиях отсутствия качественных дорог иноходь сильно уменьшала усталость седока, он меньше подпрыгивал в седле, что было важно для поездок на длинные дистанции.